# Anthanassa dora
Anthanassa dora är en fjärilsart som beskrevs av William Schaus 1913. Anthanassa dora ingår i släktet Anthanassa och familjen praktfjärilar. Inga underarter finns listade i Catalogue of Life.